# Saint-Hélen

Saint-Hélen este o comună în departamentul  Côtes-d'Armor, Franța. În 1 ianuarie 2022 avea o populație de 1.535 de locuitori.